# Neotrichoporoides pallidipes
Neotrichoporoides pallidipes är en stekelart som först beskrevs av Girault och Alan Parkhurst Dodd 1915.  Neotrichoporoides pallidipes ingår i släktet Neotrichoporoides och familjen finglanssteklar. Inga underarter finns listade i Catalogue of Life.